# إنجين ألتاي
إنجين ألتاي هو سياسي تركي، ولد في 15 ديسمبر 1963 في Erfelek ‏ في تركيا. نشط حزبياً في حزب الشعب الجمهوري. وقد انتخب عضو في البرلمان التركي.